# 2匹のオルギータス
「2匹のオルギータス」（"Dos Oruguitas", [dos oɾuˈɣitas]）は、ディズニーの2021年の長編アニメ映画『ミラベルと魔法だらけの家』の楽曲である。2021年11月19日にウォルト・ディズニー・レコードよりサウンドトラックの一部として発表され、アメリカの音楽家のリン＝マニュエル・ミランダが制作し、原語版はコロンビアのシンガーソングライターのセバスチャン・ヤトラが歌った。
この曲は『ミラベルと魔法だらけの家』の主人公ミラベルの祖父であるペドロ・マドリガルの生と死を描いたフラッシュバックで使われた。オリジナル歌詞はスペイン語であるが映画のエンドクレジットでは「Two Oruguitas」という題の英語バージョンが流された。音楽評論家からはこの曲の情感、プロダクション、歌詞、ヤトラのボーカルが賞賛され、しばしば『ミラベルと魔法だらけの家』の最高の1曲として挙がった。商業的にはアメリカのBillboard Hot 100でトップ40入りを果たし、ヤトラにとって初の同チャート登場となった。さらに第94回アカデミー賞歌曲賞にノミネートされた。

## 背景と公開

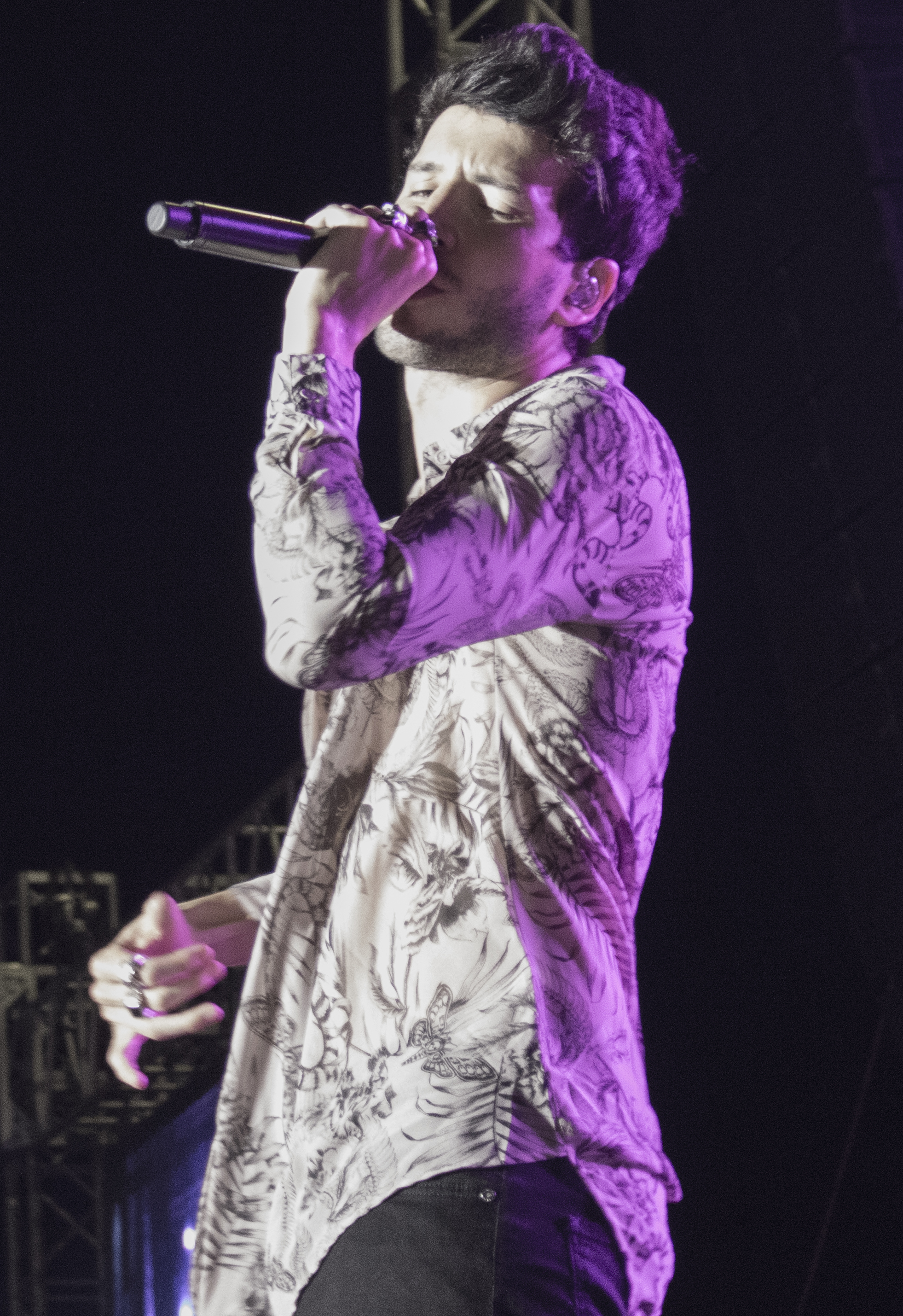
コロンビアのシンガーソングライターのセバスチャン・ヤトラが「2匹のオルギータス」を歌った。

『ミラベルと魔法だらけの家』はウォルト・ディズニー・アニメーション・スタジオの映画第60作となるアメリカ合衆国のコンピュータアニメーション・ミュージカル・ファンタジー映画である。この曲は映画のサウンドトラックの6トラック目として収録された。作詞・作曲はアメリカ合衆国のシンガーソングライターのリン＝マニュエル・ミランダであるが、彼はサウンドトラックの他の7曲も作曲している。また彼は以前にもディズニーの2016年のアニメ映画『モアナと伝説の海』の楽曲を手がけていた。原語版を歌うのはコロンビア生まれアメリカ育ちのセバスチャン・ヤトラである。ヤトラは彼の曲「Adiós」を聴いたミランダによって『ミラベルと魔法だらけの家』のサウンドトラックに誘われ、この曲を歌うこととなった。

## 制作
「2匹のオルギータス」はミランダが初めて全てスペイン語で書いた曲である。このスペイン語の量は彼のコンフォートゾーンをはるかに超えていた。ミランダは「常に翻訳を感じることが出来るため、英語で書いてから翻訳するのではなく、スペイン語で書くことが重要だった」と述べた。彼の目標は「昔から存在していたような」コロンビア・フォークを作ることであり、そうすることによって付随するアニメーションで描かれる家族の辛い歴史がより見やすくなると考えた。彼は特に作曲家のアントニオ・カルロス・ジョビンとジョアン・マヌエル・セラートからインスピレーションを受けた。
この楽曲と伴奏は当初はプロローグに入る予定であったが、製作チームは映画の終盤の方が合うと判断した。

## 歌詞と文脈
「2匹のオルギータス」はフラッシュバックの最中に流れるノン・ダイジェティック曲である。このフラッシュバックではミラベルは祖母のアルマの過去と彼女が経験した苦難を知る。アルマの夫のペドロとのロマンス、そして戦争から逃れるためにペドロが自己犠牲を払ってアルマを逃したことなどが語られる。この物語はミラベルと祖母を和解させるのに役立つ。共同監督のバイロン・ハワードはこの曲について「一家の歴史とミラベルが祖母を理解することに関わるので、おそらくこの映画全体の中で最も重要な音楽的ストーリーテリングといえるだろう」と述べた。曲自体は2匹の毛虫が恋に落ち、お互いを手放さなければならないという内容であり、ペドロとアルマの人生における出来事のメタファーとなっている。

## 評価

### 批評家の反応
『ビルボード』の批評家は「秘密のブルーノ」を『ミラベルと魔法だらけの家』の中で最も印象深いトラックとしたが、「2匹のオルギータス」は「感情の共鳴と美しい感傷」を持つ心のこもったバラードであるとして最高のトラックに選んだ。『ザ・ラップ』のドリュー・テイラーもこれを最高の曲に選び、付随するビジュアルがなくても「スペイン語がわかるかどうかに関わらず、この曲はあなたを号泣させるだろう」と述べた。『スラッシュ・フィルムの批評家のキャロライン・キャオはこの曲を2位に選び、「失われたものを敬意を表しつつ、生き残った人々に記憶を引き継いで前進するための勇気を与えてくれる哀歌」と表現した。

### 商業的成績
「2匹のオルギータス」はアメリカのBillboard Hot 100チャートで初登場83位であり、ヤトラにとっては初の同チャート入りとなった。この曲は最高で36位まで上昇した。アメリカのホット・ラテン・ソングチャートでは2位を記録した

### 受賞とノミネート
| 賞                               | 授賞式        | 部門     | 結果       | 参照          |
| -------------------------------- | ------------- | -------- | ---------- | ------------- |
| アカデミー賞                     | 2022年3月27日 | 歌曲賞   | ノミネート | [ 15 ]        |
| クリティクス・チョイス・アワード | 2022年3月13日 | 歌曲賞   | ノミネート | [ 16 ]        |
| ジョージア映画批評家協会賞       | 2022年1月14日 | 歌曲賞   | ノミネート | [ 17 ]        |
| ゴールデングローブ賞             | 2022年1月9日  | 主題歌賞 | ノミネート | [ 18 ] [ 19 ] |
| ヒューストン映画批評家協会賞     | 2022年1月19日 | 歌曲賞   | ノミネート | [ 20 ] [ 21 ] |

## チャート
| チャート (2021–2022)              | 最高 順位 |
| --------------------------------- | --------- |
| カナダ (Canadian Hot 100)         | 48        |
| コロンビア (ナショナル・リポルト) | 92        |
| Global 200 (Billboard)            | 26        |
| US Billboard Hot 100              | 36        |
| US Hot Latin Songs (Billboard)    | 2         |